# Bolívia elnökeinek listája
Bolívia köztársasági elnökeinek listája:
| Elnök neve                        | Születési és halálozási adatok | Hivatalban                                |
| --------------------------------- | ------------------------------ | ----------------------------------------- |
| Simón Bolívar                     | 1783 – 1830                    | 1825. augusztus 12. – 1825. december 29.  |
| Antonio José de Sucre             | 1795 – 1830                    | 1825. december 29. – 1828. április 18.    |
| José Maria Pérez                  | 1784 – 1865                    | 1828. április 18. – 1828. augusztus 2.    |
| José Miguel Velasco Franco        | 1795 – 1859                    | 1828. augusztus 2. – 1828. december 18.   |
| Pedro Blanco Soto                 | 1785 – 1829                    | 1828. december 18. – 1829. január 1.      |
| José Miguel Velasco Franco        | 1795 – 1859                    | 1829. január 1. – 1829. május 24.         |
| Andrés Santa Cruz y Calahumana    | 1792 – 1865                    | 1829. május 24. – 1839. február 17.       |
| José Miguel Velasco Franco        | 1795 – 1859                    | 1839. február 22. – 1841. június 10.      |
| Sebastián Ágreda                  | 1795 – 1874                    | 1841. június 10. – 1841. július 9.        |
| Mariano Enrique Calvo Cuellar     | 1782 – 1842                    | 1841. július 9. – 1841. szeptember 22.    |
| José Ballivián                    | 1804 – 1852                    | 1841. szeptember 27. – 1847. december 23. |
| Eusebio Guilarte Vera             | 1805 – 1849                    | 1847. december 23. – 1848. január 2.      |
| José Miguel Velasco Franco        | 1795 – 1859                    | 1848. január 18. – 1848. december 6.      |
| Manuel Isidoro Belzú              | 1808 – 1865                    | 1848. december 6. – 1855. augusztus 15.   |
| Jorge Córdoba                     | 1822 – 1861                    | 1855. augusztus 15. – 1857. szeptember 9. |
| José Maria Linares                | 1810 – 1861                    | 1857. szeptember 9. – 1861. január 14.    |
| José Maria de Achá                | 1810 – 1868                    | 1861. május 4. – 1864. december 28.       |
| José Mariano Melgarejo            | 1818 – 1871                    | 1864. december 28. – 1871. január 15.     |
| Agustín Morales Hernández         | 1810 – 1872                    | 1871. január 15. – 1872. november 27.     |
| Tomás Frias Ametller              | 1802 – 1882                    | 1872. november 28. – 1873. május 9.       |
| Adolfo Ballivián Coll             | 1831 – 1874                    | 1873. május 9. – 1874. január 31.         |
| Tomás Frias Ametller              | 1802 – 1882                    | 1874. január 31. – 1876. május 4.         |
| Hilarión Grosolé Daza             | 1840 – 1894                    | 1876. május 4. – 1879. december 28.       |
| Narciso Campero Leyes             | 1815 – 1896                    | 1880. január 19. – 1884. szeptember 4.    |
| Gregorio Pacheco Leyes            | 1823 – 1899                    | 1884. szeptember 4. – 1888. augusztus 15. |
| Aniceto Arce Ruiz                 | 1824 – 1906                    | 1888. augusztus 15. – 1892. augusztus 11. |
| Mariano Baptista Caserta          | 1832 – 1907                    | 1892. augusztus 11. – 1896. augusztus 19. |
| Severo Fernández Alonso Caballero | 1849 – 1925                    | 1896. augusztus 19. – 1899. április 12.   |
| José Manuel Pando Solares         | 1850 – 1917                    | 1899. augusztus 6. – 1904. augusztus 4.   |
| Ismael Montes Gamboa              | 1861 – 1933                    | 1904. augusztus 6. – 1909. augusztus 4.   |
| Eliodoro Villazón Montaño         | 1849 – 1939                    | 1909. augusztus 12. – 1913. augusztus 6.  |
| Ismael Montes Gamboa              | 1861 – 1933                    | 1913. augusztus 6. – 1917. augusztus 6.   |
| José Gutiérrez Guerra             | 1869 – 1929                    | 1917. augusztus 15. – 1920. július 12.    |
| Bautista Saavedra Mallea          | 1870 – 1939                    | 1920. július 12. – 1925. szeptember 1.    |
| Felipe Segundo Guzman             | 1879 – 1932                    | 1925. szeptember 1. – 1926. január 12.    |
| Hernando Siles Reyes              | 1883 – 1942                    | 1926. január 12. – 1930. június 27.       |
| Carlos Blanco Galindo             | 1882 – 1943                    | 1930. június 25. – 1931. március 5.       |
| Daniel Salamanca Urey             | 1869 – 1935                    | 1931. március 5. – 1934. november 28.     |
| José Luis Tejada Sorzano          | 1881 – 1936                    | 1934. november 28. – 1936. május 17.      |
| José David Toro Ruilova           | 1898 – 1977                    | 1936. május 17. – 1937. július 13.        |
| German Busch Becerra              | 1904 – 1939                    | 1937. július 13. – 1939. augusztus 23.    |
| Carlos Quintanilla Quiroga        | 1888 – 1964                    | 1939. augusztus 23. – 1940. március 12.   |
| Enrique Peñaranda del Castillo    | 1892 – 1970                    | 1940. március 12. – 1943. december 20.    |
| Gualberto Villaroel López         | 1908 – 1946                    | 1943. december 20. – 1946. július 21.     |
| Nestor Guillen Olmos              | 1908 – 1946                    | 1946. július 22. – 1946. augusztus 1.     |
| Tomás Monje Gutiérrez             | 1884 – 1959                    | 1946. augusztus 15. – 1947. március 9.    |
| Enrique Hertzog Gazaizabal        | 1897 – 1981                    | 1947. március 10. – 1949. október 23.     |
| Mamerto Urriolagoitia Harriague   | 1895 – 1974                    | 1949. október 24. – 1951. május 15.       |
| Hugo Ballivián Rojas              | 1901 – 1993                    | 1951. május 16. – 1952. április 8.        |
| Hernán Siles Zuazo                | 1913 – 1981                    | 1952. április 11. – 1952. április 16.     |
| Victor Paz Estenssoro             | 1907 – 2001                    | 1952. április 16. – 1956. június 17.      |
| Hernán Siles Suazo                | 1913 – 1981                    | 1956. június 17. – 1960. augusztus 6.     |
| Victor Paz Estenssoro             | 1907 – 2001                    | 1960. augusztus 6. – 1964. november 4.    |
| René Barrientos Ortuño            | 1919 – 1969                    | 1964. november 4. – 1966. január 5.       |
| Alfredo Ovando Candía             | 1918 – 1969                    | 1966. január 5. – 1966. augusztus 6.      |
| René Barrientos Ortuño            | 1919 – 1969                    | 1966. augusztus 6. – 1969. április 27.    |
| Luis Adolfo Siles Salinas         | 1925 – 2005                    | 1969. április 27. – 1969. szeptember 26.  |
| Alfredo Ovando Candía             | 1918 – 1969                    | 1969. szeptember 26. – 1970. október 6.   |
| Juan José Torres González         | 1921 – 1976                    | 1970. október 7. – 1971. augusztus 21.    |
| Hugo Bánzer Suárez                | 1927 – 2002                    | 1971. augusztus 23. – 1978. július 21.    |
| Juan Pereda Asbún                 | 1931 – 2012                    | 1978. július 21. – 1978. november 24.     |
| David Padilla Arancibia           | 1927 –                         | 1978. november 24. – 1979. augusztus 6.   |
| Walter Guevara Arze               | 1912 – 1996                    | 1979. augusztus 6. – 1979. november 1.    |
| Alberto Natusch Busch             | 1933 – 1994                    | 1979. november 1. – 1979. november 16.    |
| Lidia Gueiler Tejada              | 1921 – 2011                    | 1979. november 18. – 1980. július 17.     |
| Luis García Meza Tejada           | 1932 –                         | 1980. július 18. – 1981. augusztus 4.     |
| Celso Torrelio Villa              | 1933 – 1999                    | 1981. szeptember 4. – 1982. július 19.    |
| Guido Vildoso Calderón            | 1937 –                         | 1982. július 21. – 1982.                  |
| Hernán Siles Zuazo                | 1913 – 1981                    | 1982. október 10. – 1985. augusztus 5.    |
| Victor Paz Estenssoro             | 1907 – 2001                    | 1985. augusztus 6. – 1989. augusztus 6.   |
| Jaime Paz Zamora                  | 1939 –                         | 1989. augusztus 6. – 1993. augusztus 6.   |
| Gonzalo Sánchez de Lozada         | 1930 –                         | 1993. augusztus 6. – 1997. augusztus 6.   |
| Hugo Bánzer Suárez                | 1927 – 2002                    | 1997. augusztus 6. – 2001. augusztus 7.   |
| Jorge Quiroga Ramírez             | 1960 –                         | 2001. augusztus 7. – 2002. augusztus 6.   |
| Gonzalo Sánchez de Lozada         | 1930 –                         | 2002. augusztus 6. – 2003. október 17.    |
| Carlos Mesa Gisbert               | 1953 –                         | 2003. október 17. – 2005. június 9.       |
| Eduardo Rodríguez Veltzé          | 1956 –                         | 2005. június 9. – 2006. január 22.        |
| Juan Evo Morales Ayma             | 1959 –                         | 2006. január 22. – 2019. november 10.     |
| Jeanine Áñez Chávez               | 1967 –                         | 2019. november 12. – 2020. november 8.    |
| Luis Alberto Arce Catacora        | 1963 –                         | 2020. november 8. –                       |